# Ordre des Chevaliers de Rizal

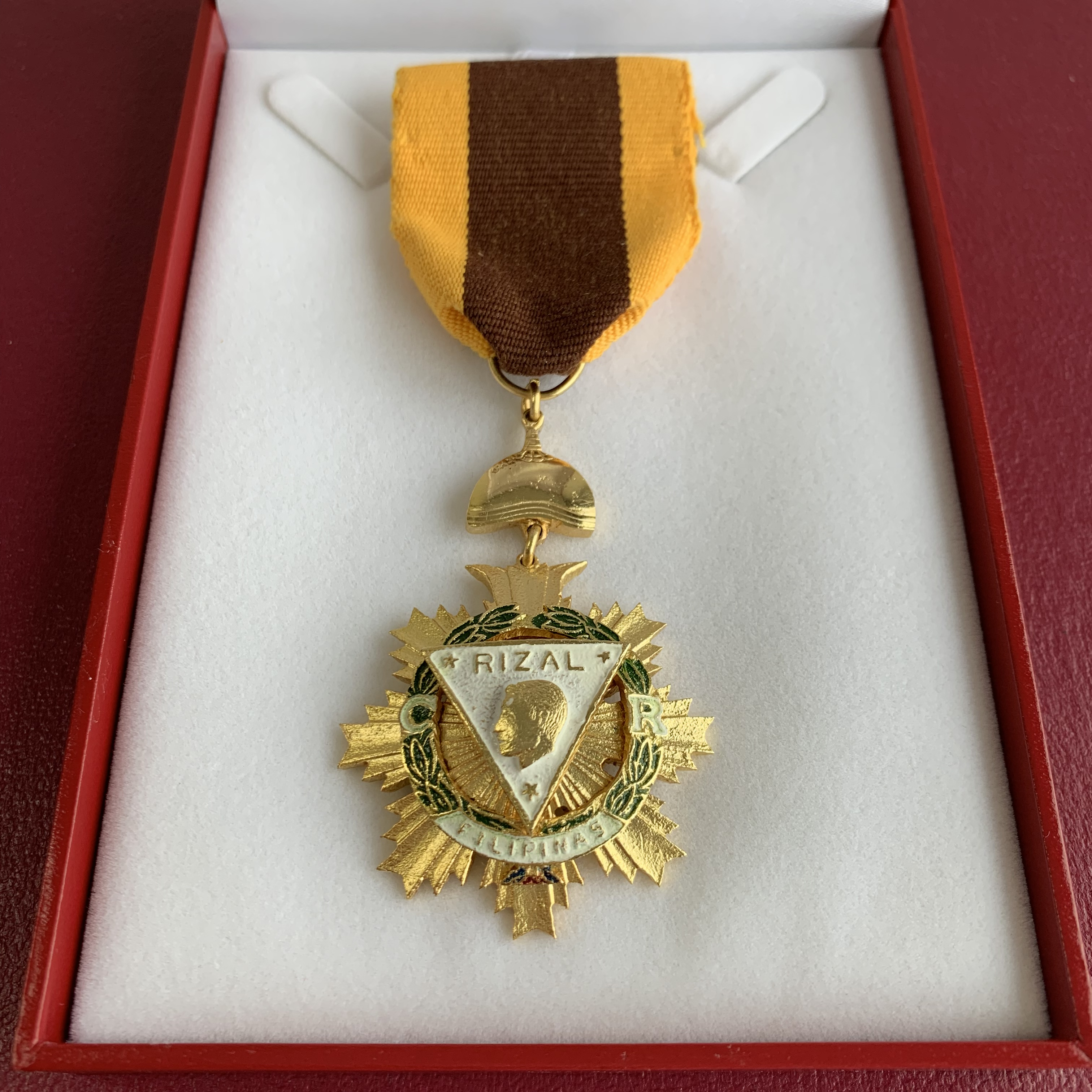
Insignes de chevalier.

L'Ordre des Chevaliers de Rizal a été créé en 1916 dans le but de poursuivre et de s’inspirer de l’œuvre, de la philosophie et des enseignements du docteur José Rizal. Basé à Manille, aux Philippines, et reconnu par une charte législative philippine sous le « Republic Act 646 », l'ordre a 180 chapitres aux Philippines et 60 dans le monde (aux États-Unis, au Canada, en Australie, en Europe - principalement en Espagne, Allemagne, Belgique et France, pays dans lesquels José Rizal poursuivit ses études et fut chargé de divers départements d’universités -). 
L’ordre est à vocation civique, patriotique et culturelle, non partisane, non religieuse et non sectaire et invite ses membres à encourager le développement et la diffusion de la culture et de l’enseignement, de toutes les formes d’art et d’expression, les ouvrages philosophiques, la recherche, le bien-être général, les actions humanitaires et caritatives, poursuivant ainsi l’œuvre et la philosophie du docteur José Rizal.

## Histoire de l’Ordre des Chevaliers de Rizal
Dès 1911, un groupe d'hommes décide, sous la direction du colonel Antonio C. Torres, de commémorer l'exécution du héros national des Philippines, le Dr. José Rizal. Durant ces célébrations, les fondateurs ouvraient les cérémonies en défilant sur leurs montures, réminiscence de la tradition chevaleresque des honneurs rendus à un homme dont la vie a été exemplaire.
En 1916, ils décidèrent de formaliser leur organisation en créant une association appelée "Orden de Caballeros de Rizal". Le colonel Torres, qui avait été chef de la police de Manille, en fut le premier commandant suprême.
En 1951, le Conseil suprême de l'Ordre créa un comité de législation chargé de développer la structure de celui-ci, et sa reconnaissance officielle par le gouvernement philippin, ce qui fut fait le 14 juin 1951 par l’acte de loi 646 de la République, instituant l’Ordre des Chevaliers de Rizal en tant qu’Ordre civique, patriotique, culturel, non partisan et non sectaire. En faisant cela, le gouvernement philippin a reconnu l'Ordre des Chevaliers de Rizal comme une distinction honorifique civile et les décorations de l'Ordre sont reconnues comme telles.
L’Ordre des Chevaliers de Rizal en France
Fin 2003, Son Excellence, Monsieur Hector Villarroel, Ambassadeur des Philippines en France, demanda à plusieurs personnalités philippines et françaises d’être les premiers membres de France de l’Ordre des Chevaliers de Rizal pour les récompenser de leurs actions en faveur des Philippines. Parmi ceux-ci, il y a eu des professionnels, des universitaires et quelques présidents d’associations. Quelques mois plus tard, neuf personnes ont été choisies, après avoir donné leur accord, pour créer le premier Chapitre de France. Le 30 avril 2004, la cérémonie de création du Chapitre de Paris a eu lieu à l’ambassade des Philippines où Sir Jean-Paul Verstraeten, KGOR, a remis la Charte du Chapitre. Depuis, sept autres Chapitres ont été créés.

## Buts et objectifs de l’Ordre

### Objectifs généraux
- Étudier et mettre en pratique les enseignements et la philosophie du Dr. José Rizal en matière de respect de l’être humain, de droits de l’homme, de justice, et de liberté individuelle ;
- Montrer l'exemple par sa conduite et susciter dans son entourage le développement personnel, l'enseignement et la philosophie de respect des grandes valeurs et de liberté parmi toutes les classes de la société ;
- Favoriser parmi les Chevaliers l'esprit du patriotisme éclairé, de justice ainsi que les principes fondamentaux de la Chevalerie ;
- Développer une union parfaite parmi les frères Chevaliers dans le respect de la mémoire du Dr. José P. Rizal ;
- Organiser et tenir des programmes commémoratifs de la naissance et du martyre de Rizal. (Sec 2, R.A., No 646)

### Objectifs spécifiques
- Étudier et diffuser les idéaux de respect et de justice, les enseignements, la philosophie et les valeurs humaines enseignées par Rizal, particulièrement à la jeunesse ;
- Organiser des chapitres pour entreprendre de tels programmes d'activités qui favoriseront l'engagement individuel à l'idéalisme rizalien et qui encourageront la participation personnelle de chacun dans les problèmes contemporains de la société et de la nation ;
- Aider à développer le caractère de la jeunesse dans la formation à la citoyenneté, le respect des principes démocratiques, le nationalisme éclairé ainsi qu'aux services à consacrer à son pays et à son peuple.
- Chaque membre de l'ordre doit être informé des objectifs des Chevaliers de Rizal.
- Connaître et suivre les objectifs de l'ordre doit devenir un idéal pour chaque chevalier.